# 和知バイパス
和知バイパス（わちバイパス）は、京都府船井郡京丹波町才原から同町大倉に至る、延長6.5 kmの国道27号のバイパス道路である。

## 概要
和知バイパスに並行する旧道は由良川に沿って道幅が狭くカーブが多い区間であり、由良川の増水による冠水、法面の崩落も多発してきた。また連続雨量150mmで通行止になる異常気象時事前通行規制区間に指定されている区間もあり交通の難所であった。1982（昭和57）年度に事業化、1985（昭和60）年度に用地着手、1986（昭和61）年度に工事着手し、1998（平成10）年4月に全線開通した。

## 開通効果
和知バイパスの整備により、異常気象時でも地域の交通が確保できるようになった他、車や自転車、歩行者の安全性も向上した。